# スヴェイン・ハーコナルソン

スヴォルドの海戦後のノルウェーの分割統治

スヴェイン・ハーコナルソン（古ノルド語：Sveinn Hákonarson, ノルウェー語：Svein Håkonsson, 970年ごろ - 1016年ごろ）は、ラーデのヤールおよびノルウェーの共同支配者（在任：1000年 - 1015年ごろ）。ハーコン・シグルザルソンとトーラ・スカーゲスダッタの息子。

## 生涯
スヴェインについてはヒョルンガヴァーグの戦いにおいて最初に確認され、ヘイムスクリングラにはスヴェインが60隻の船を指揮したと記されている。1000年のスヴォルドの海戦の後、スヴェインは異母兄のエイリーク・ハーコナルソンと共にノルウェーの共同支配者となった。エイリークが1014年にイングランドに向かった後、スヴェインは甥ハーコン・エイリークソンと共同支配者となった。1015年ごろ、オーラヴ・ハーラルソンがノルウェーに到着し、王位を主張した。オーラヴはネシャールの戦いにおいてスヴェインとその同盟軍を破った。スヴェインはスウェーデンに撤退し、ノルウェーを奪還するために軍隊を召集するつもりであったが、ノルウェーに戻る前に病にかかりおそらくロシアで死去した。
スヴェインはスウェーデン王エリク6世の娘ホルムフリドと結婚した。2人の間に生まれた娘シグリーズはエルリング・スキャールグスソンの息子アスラクルと結婚した。また、別の娘グンヒルドはスウェーデン王アーヌンド・ヤーコブおよびデンマーク王スヴェン2世と結婚した。
ベルシ・スカルトルフソンが宮廷詩人としてスヴェインに仕えたとの記録が残されているが、ベルシの詩はほとんど伝わっていない。
スヴェインに関する文献はすべてスヴェインの死後150年以上後に書かれたものである。1972年、スウェーデンの歴史家スタファン・ヘルベリは、スヴェインは架空の人物であると主張した。これに関する議論は、11世紀以前の歴史に関する12世紀および13世紀に書かれたサガの資料的価値についての議論の一部であり、特にスウェーデンの学界で広まっているサガ懐疑論の例の一つである。現在のところヘルベリの主張は推測にとどまっている。